# Tenthredo maculata
Tenthrède maculée
Espèce
Tenthredo maculata, ou Tenthrède maculée, est une espèce d'insectes de l'ordre des hyménoptères.